# Геспероніх
Геспероніх — ящеротазовий динозавр родини Дромеозавриди (Dromaeosauridae), що існував у кінці крейдового періоду (приблизно 76 млн років тому) у Північній Америці. Описано один вид — H. elizabethae.

## Назва
Родова назва Hesperonychus складається з словосполучення двох грецьких слів, що означає «західний кіготь». Видова назва elizabethae дана на честь Елізабет Ніколлз, канадського палеонтолога, яка знайшла рештки динозавра у 1982 році.

## Скам'янілості
Геспероніх відомий по частково збереженому тазовому поясу, що виявлений у Провінційному парку динозаврів в канадській провінції Альберта у 1982 році. Однак викопні останки залишалися неописаними до публікації в 2009 році їхнього опису, складеного палеонтологами Ніком Лонгрічем і Філіпом Керрі. При цьому деякі дуже дрібні кістки пальців нижніх кінцівок, що містяться у колекції Королівського Тіррелловского палеонтологічного музею в містечку Драмгелер, включаючи серпоподібні кігті, теж можуть належати геспероніху.

## Опис
Незважаючи на маленький розмір лобкових кісток голотипу, вони були зрощеними, що є характерною ознакою дорослого динозавра і вказує на те, що даний екземпляр не був молодою особиною. Хоча геспероніх відомий науці лише по фрагментарних рештках, за оцінкою, загальна довжина динозавра становила близько 1 м, а вага 1,9 кг.